# Concetto di autenticità africana
L'autenticità (in francese authenticité) o zairianizzazione (in francese zaïrianisation) era un'ideologia ufficiale di stato iniziata dal 1965 dal dittatore Mobutu Sese Seko nella Repubblica Democratica del Congo, poi ribattezzata Zaire. La campagna di autenticità era uno sforzo per liberare il paese dalle persistenti vestigia del colonialismo e dalla continua influenza della cultura occidentale e per creare un'identità nazionale più centralizzata e singolare. Essa includeva numerosi cambiamenti allo stato e alla vita privata, inclusi la modifica dei toponimi coloniali belgi in francese del Congo, iniziata nel 1971, e il divieto di utilizzare nomi di battesimo occidentali, nonché un incoraggiamento agli zairesi di abbandonare i loro nomi occidentali per quelli più "autentici". Inoltre l'abbigliamento in stile occidentale fu bandito e sostituito con la tunica in stile Mao denominata "abacost" e il suo equivalente femminile. La campagna iniziò a declinare alla fine degli anni '70 ed era stata per lo più abbandonata nel 1990.
La maggioranza dei toponimi del Congo prendeva nome dalle città belghe, dai sovrani del Belgio o dagli esploratori britannici che avevano esplorato il Congo per conto di re Leopoldo II del Belgio.
| Toponimo originale | Toponimo modificato   |
| ------------------ | --------------------- |
| Congo Léopoldville | Zaire                 |
| fiume Congo        | fiume Zaire           |
| Lago Alberto       | Lago Mobutu Sese Seko |
| Lago Edoardo       | Lago Idi Amin Dada    |
| Stanley Pool       | Pool Malebo           |
| Cascate Stanley    | Cascate Boyoma        |
| Léopoldville       | Kinshasa              |
| Élisabethville     | Lubumbashi            |
| Albertville        | Kalemie               |
| Thysville          | Mbanza-Ngungu         |
| Luluabourg         | Kananga               |
| Stanleyville       | Kisangani             |
| Ponthierville      | Ubundu                |
| Banzyville         | Mobayi-Mbongo         |
| Coquilhatville     | Mbandaka              |
| Nuova Anversa      | Makanza               |